# أحمد بن الشريف
أحمد بن الشريف الشهير باسم العقيد بن الشريف (25 أبريل 1927، عين معبد ولاية الجلفة- 21 يوليو 2018، باريس) ولد بمدينة عين معبد في ولاية الجلفة قبيلة أولاد نايل العربية جنوب الجزائر العاصمة. هو مؤسس جهاز الدرك الوطني من الاستقلال إلى غاية سنة 1977 وأيضا مجاهد وعضو المجلس الوطني للثورة الجزائرية ووزير جزائري سابق.

## حياته
ولد لعائلة مرموقة وميسورة الحال، فأبوه وجده كانا من أعيان أولاد نايل حيث درس في الكتاب العربية والقرآن قبل أن يلتحق بالمدرسة الفرنسية، التحق بعدها بالجيش الفرنسي ليتخرج برتبة ضابط صف وعمل بثكنة صور الغزلان العسكرية.

## التحاقه بالثورة الجزائرية
فر من الجيش الفرنسي رفقة عدد من الضباط يوم 31 يوليو 1957 والتحق بالثورة ممثلة وزارة التسليح والاتصالات العامة المعروفة بالمالغ وعمل بالولاية السادسة التاريخية تحت إمرة سي الحواس وخاصة الحدود الجزائرية التونسية إلى غاية إلقاء القبض عليه من طرف فرنسا عندما جاء كمبعوث من الحكومة المؤقتة في تونس لإجراء تفتيش في الولاية الرابعة، وتم وضعه في السجن إلى غاية ما بعد توقيف القتال في 19 مارس وتسريح المساجين.

## بعد الاستقلال

بعد الإستقلال مع الرئيس جمال عبد الناصر و الرئيس أحمد بن بلة

عين قائدا للدرك الوطني في عهد هواري بومدين الذي كانت تجمعه به علاقة وطيدة إلى غاية وفاة بومدين، وقد قام باقتياد العقيد شعباني محمد الطاهر لما ألقي عليه القبض من طرف مجموعة الشاذلي بن جديد من بوسعادة إلى غاية وهران إلى سجن سيدي الهواري، أخرج من الدرك سنة 1977 قبل وفاة بومدين بعام تقريبا وقد أزاحه بومدين مع العقيد شابو وبلعيد عبد السلام وزير الصناعة آنذاك، وعُين وزيرا للبيئة ثم أبعد عن السلطة واللجنة المركزية سنة 1981 وعين ملحقا دبلوماسيا.

### تأسيس جهاز الدرك الوطني الجزائري
خلال شهر سبتمبر 1962 تم تعينه على رأس جهاز الدرك الوطني، فتكفل بتأسيس وهيكلة وتطوير جهاز الدرك الوطني غداة الاستقلال واحتفظ  بمنصبه قائدا لهذا الجهاز طيلة 15 سنة متواصلة إلى غاية 21 أبريل 1977.

### ترشحه للرئاسة
في انتخابات 1996 حصل على الأصوات اللازمة لدخول الانتخابات الرئاسية وكان معارضا شرسا لحكم الشاذلي.

### مرحلة بوتفليقة
دعم عبد العزيز بوتفليقة عند ترشحه للرئاسة ورأى فيه الخيار المناسب والرجل القادر على قيادة الجزائر.

## مذكراته
كتب مذكراته التي تناول فيها قضية إعدام العقيد شعباني والجنرال محمد بلونيس واتهم فيها الرائد لخضر بورقعة بالتخابر مع الاستعمار الفرنسي. وفي مقابلة مع تلفزيون النهار اتهم الضابط مهدي الشريف العقيد أحمد بن الشريف بإعدام العقيد محمد شعباني وثلاث ضباظ والتنكيل بجثثهم.

## وفاته
توفي يوم 21 يوليو 2018، إثر وعكة صحية بمستشفى باريس بفرنسا.